# Bodjnourd
Bodjnourd (en persan : بجنورد / Bojnurd) est la capitale de la province du Khorassan septentrional en Iran. Elle avait une population estimée à 181 648 habitants en 2005.
Bojnourd est située dans une plaine, à 25 km au nord des monts Aladagh, et profite d'un climat tempéré montagneux. La ville était originellement appelée « Bijan Gerd », gerd signifiant ville, le tout signifiant « la ville de Bijan ». La majorité des habitants de Bojnourd sont des Kurdes parlant le dialecte Kurmandji de la langue Kurde.
Une ville antique était située sur une colline au nord-ouest de la ville actuelle de Bojnourd, elle est connue sous le nom de Sareban Mahaleh.